# Adolf Dietzius
Adolf Dietzius (ur. 7 listopada 1852 w Jarosławiu, zm. 27 stycznia 1920 w Jarosławiu) – lekarz, burmistrz Jarosławia i poseł do parlamentu wiedeńskiego.

## Życiorys
Urodził się 7 listopada 1852 roku  w Jarosławiu w wielodzietnej rodzinie jak piąte dziecko Karola i Józefiny Dietzius (z domu Hawel). Jego ojciec był naczelnikiem poczty jarosławskiej. W 1872 zdał egzamin dojrzałości w C. K. Gimnazjum w Przemyślu. Odbył studia wydziale lekarskim Uniwersytetu w Wiedniu. Po ich ukończeniu powrócił w 1878 roku  do Jarosławia, gdzie pracował jako lekarz: medycyny, ogólny, powiatowy, kolejowy i miejski.
Od 1883 roku  zasiadał w Radzie miejskiej, zaś w 1891 roku wybrany został na burmistrza Jarosławia (radnego rady powiatu), pozostając na tym stanowisku do 1918 roku. Za jego kadencji niemal po stuletniej przerwie w 1884 roku  otwarto gimnazjum, a niedługo potem szkołę realną. Wybudowany został m.in. okazały gmach „Sokoła” oraz budynki Straży Ogniowej, Dyrekcji Skarbu, poczty, starostwa i bursy szkolnej. Powstał nowe ulice: Poniatowskiego, Królowej Jadwigi, Kraszewskiego, Kościuszki, Głowackiego i Racławicka. Prowadził politykę polegającą na podniesieniu stanu zdrowia mieszkańców. Budowano nowe i remontowano stare studnie publiczne i rozbudowano miejską sieć kanalizacyjną. W 1900 roku założono park miejski na Olszanówce, na którego terenie w 1908 roku  odbyła się wystawa przemysłowa i rolnicza, w 1902 wybudowano miejski szpital powszechny, zaś w 1905 roku  założono Nowy Cmentarz. W 1901 roku  otrzymał honorowe obywatelstwo miasta. Dbał o rozwój oświaty. Za jego rządów powstały: szkoła realna, prywatne kursy  seminaryjne, Prywatne Gimnazjum Żeńskie, Szkoła Rzemiosł Budowlanych, szkoła muzyczna przy Towarzystwie Muzycznym im. Chopina.  Wyrazem uznania dla jego osiągnięć na stanowisku burmistrza był wybór na wiceprezesa Rady Powiatowej (1897–1912, 1913–1918)i do Rady Państwa (1907–1911).  Piastując godność posła do Rady Państwa  zabiegał o sprawy miasta u ówczesnych władz państwowych.
Podeszły wiek, niedomagania zdrowotne i problemy z dostosowaniem się do zmieniających warunków powojennych sprawiły, że w 1918 złożył urząd burmistrza. Obok tej funkcji piastował również stanowisko zastępcy marszałka jarosławskiej Rady powiatowej oraz był założycielem i dyrektorem Kasy Oszczędności. Pełnił wiele funkcji społecznych m.in. w 1894 roku  zastępcy prezesa Polskiego Towarzystwa Gimnastycznego „Sokół” w Jarosławiu, członka c.k. Rady Szkolnej okręgowej w Jarosławiu, delegata zachodnio-galicyjskiej Izby Lekarskiej w Krakowie do c.k. Krajowej Rady Zdrowia, prezesa Towarzystwa jarosławskiej Ochotniczej Straży Ogniowej oraz przewodniczącego Stałej Komisji Zdrowia Miejskiego. Żonaty z Eugenią z Ossolińskich (zm. 1916) i Jadwigą z Kopystyńskich. Był fundatorem domu dla sierot i ubogich przy ul. Grunwaldzkiej. Zmarł 27 stycznia 1920 w Jarosławiu. Pochowany jest na Nowym Cmentarzu w Jarosławiu.

## Odznaczenia i wyróżnienia
- Kawaler Orderu Franciszka Józefa – Austro-Węgry (1906)[2]
- Order Korony Żelaznej III Klasy – Austro-Węgry (za pracę obywatelską i społeczną na stanowisku burmistrza i lojalny stosunek do rządu austriackiego)
- Honorowa godność członka Towarzystwa Gimnastycznego „Sokół” w Jarosławiu (za okazywanie polskich uczuć narodowych oraz popieranie polskich organizacji i stowarzyszeń)